# Алієва Сабіра Аллахверді-кизи
Сабіра Аллахверді-кизи Алієва (азерб. Səbirə Allahverdi qızı Əliyeva; нар. 25 вересня 1995) — азербайджанська борчиня вільного стилю, бронзова призерка чемпіонату Європи.

## Життєпис
Боротьбою почала займатися з 2010 року. У 2013 році стала бронзовою призеркою чемпіонату світу серед юніорів. Того ж року стала чемпіонкою Європи серед юніорів. Наступного року стала чемпіонкою світу серед юніорів. У 2015 році здобула другий чемпіонський титул чемпіонату Європи серед юніорів і завоювала срібну медаль чемпіонату світу серед юніорів.
Виступає за спортивний клуб «Нефтчі» Баку. Тренер — Хіджран Шаріфов.

## Спортивні результати на міжнародних змаганнях

### Виступи на Чемпіонатах світу
| Змагання                        | Збірна      | Вагова категорія          | Місце |
| ------------------------------- | ----------- | ------------------------- | ----- |
| Чемпіонат світу з боротьби 2018 | Азербайджан | жіноча боротьба, до 76 кг | 22    |
| Чемпіонат світу з боротьби 2019 | Азербайджан | жіноча боротьба, до 76 кг | 16    |

### Виступи на Чемпіонатах Європи
| Змагання                         | Збірна      | Вагова категорія          | Місце  |
| -------------------------------- | ----------- | ------------------------- | ------ |
| Чемпіонат Європи з боротьби 2013 | Азербайджан | жіноча боротьба, до 72 кг | 7      |
| Чемпіонат Європи з боротьби 2018 | Азербайджан | жіноча боротьба, до 76 кг | Бронза |
| Чемпіонат Європи з боротьби 2019 | Азербайджан | жіноча боротьба, до 76 кг | 8      |
| Чемпіонат Європи з боротьби 2020 | Азербайджан | жіноча боротьба, до 76 кг | 10     |

### Виступи на Європейських іграх
| Змагання              | Збірна      | Вагова категорія          | Місце |
| --------------------- | ----------- | ------------------------- | ----- |
| Європейські ігри 2019 | Азербайджан | жіноча боротьба, до 76 кг | 5     |

### Виступи на інших змаганнях
| Змагання                                 | Збірна      | Вагова категорія          | Місце  |
| ---------------------------------------- | ----------- | ------------------------- | ------ |
| Турнір Дана Колова — Николи Петрова 2013 | Азербайджан | жіноча боротьба, до 72 кг | 5      |
| Турнір Олександра Медведя 2013           | Азербайджан | жіноча боротьба, до 72 кг | Бронза |
| Золотий Гран-прі з боротьби 2014 (Париж) | Азербайджан | жіноча боротьба, до 75 кг | Бронза |
| Klippan Lady Open 2014                   | Азербайджан | жіноча боротьба, до 75 кг | 9      |
| Вогні Москви 2014                        | Азербайджан | жіноча боротьба, до 75 кг | Срібло |
| Гран-прі Парижа з боротьби 2015          | Азербайджан | жіноча боротьба, до 75 кг | 9      |
| Турнір Дана Колова — Николи Петрова 2015 | Азербайджан | жіноча боротьба, до 75 кг | 5      |
| Золотий Гран-прі з боротьби 2015         | Азербайджан | жіноча боротьба, до 75 кг | 5      |
| Золотий Гран-прі з боротьби 2016         | Азербайджан | жіноча боротьба, до 75 кг | 14     |
| Ігри ісламської солідарності 2017        | Азербайджан | жіноча боротьба, до 75 кг | Срібло |
| Турнір Яшара Догу 2018                   | Азербайджан | жіноча боротьба, до 76 кг | Бронза |
| Турнір Олександра Медведя 2018           | Азербайджан | жіноча боротьба, до 76 кг | Бронза |
| Henri Deglane Challenge 2019             | Азербайджан | жіноча боротьба, до 76 кг | 4      |
| Турнір Яшара Догу 2020                   | Азербайджан | жіноча боротьба, до 76 кг | 5      |

### Виступи на змаганнях молодших вікових груп
| Змагання                                       | Збірна      | Вагова категорія          | Місце  |
| ---------------------------------------------- | ----------- | ------------------------- | ------ |
| Чемпіонат Європи з боротьби серед юніорів 2013 | Азербайджан | жіноча боротьба, до 72 кг | Золото |
| Чемпіонат світу з боротьби серед юніорів 2013  | Азербайджан | жіноча боротьба, до 72 кг | Бронза |
| Чемпіонат Європи з боротьби серед юніорів 2014 | Азербайджан | жіноча боротьба, до 72 кг | 5      |
| Чемпіонат світу з боротьби серед юніорів 2014  | Азербайджан | жіноча боротьба, до 72 кг | Золото |
| Чемпіонат Європи з боротьби серед юніорів 2015 | Азербайджан | жіноча боротьба, до 72 кг | Золото |
| Чемпіонат світу з боротьби серед юніорів 2015  | Азербайджан | жіноча боротьба, до 72 кг | Срібло |
| Чемпіонат Європи з боротьби серед молоді 2015  | Азербайджан | жіноча боротьба, до 75 кг | 5      |
| Чемпіонат Європи з боротьби серед молоді 2018  | Азербайджан | жіноча боротьба, до 76 кг | 5      |
| Чемпіонат світу з боротьби серед молоді 2018   | Азербайджан | жіноча боротьба, до 76 кг | 7      |